# Nicolaus Poda von Neuhaus
Nicolaus Poda von Neuhaus (Wenen, 4 oktober 1723 - Wenen, 29 april 1798) was een Oostenrijks entomoloog en jezuïet.
Nicolaus (of: Nikolaus) Poda von Neuhaus werd geboren in Wenen, Oostenrijk, in 1723. Na het Academisch Gymnasium ging hij in 1739 studeren aan de Universiteit van Wenen. Hij zette zijn wiskunde en theologie studies voort in Leoben (1742), Klagenfurt (van 1743 tot 1746) en Judenburg (1747). Vervolgens doceerde hij aan de universiteit van de jezuïeten in Graz en Van 1766 tot 1771 was hij hoogleraar aan de Bergakademie Schemnitz in Hongarije (tegenwoordig: Slowakije).    
Naast een grote collectie mineralen had hij een belangrijke insectencollectie. Deze is in de loop der jaren verloren gegaan. In 1761 publiceerde Poda in Graz Insecta Musei Graecensis, het eerste puur entomologische werk dat de volledige nomenclatuur van Linnaeus volgde (1707-1778). 
Poda was tevens biechtvader van Keizer Leopold II. 
- Gemeinsame Normdatei: 128755385
- International Standard Name Identifier: 0000 0000 7870 6143
- Library of Congress Control Number: n85128891
- Mathematics Genealogy Project: 141273
- Nationale Bibliotheek van Tsjechië: mzk2010576258
- Nederlandse Thesaurus van Auteursnamen: 161827268
- LIBRIS: 350189
- Système universitaire de documentation: 175024723
- Virtual International Authority File: 30597627
- WorldCat: E39PBJtxcqy7TBwjkptgMKDXh3